# Каянза (провинция)
Каянза (рунди Kayanza) — одна из 18 провинций Бурунди. Находится на севере страны. Площадь — 1233 км², население 585 412 человек.
Административный центр — город Каянза.

## География
На северо-востоке граничит с провинцией Нгози, на юго-востоке — с провинцией Гитега, на юге — с провинцией Мурамвья, на западе — с провинциями Бубанза и Чибитоке, на севере проходит государственная граница с Руандой.

## Административное деление
Каянза делится на 9 коммун:
- Butaganzwa
- Gahombo
- Gatara
- Kabarore
- Kayanza
- Matongo
- Muhanga
- Muruta
- Rango